# Природни резерват Тилва Томе
Природни резерват Тилва Томе jе локалитет у режиму заштите I степена, површине 233,79ha, налази се у југозападном делу НП Ђердап, између врхова Чока Гркљан и Чока Фрасен, на 673 м.н.в.
Подручје овог локалитета обрасло је високом састојином брдске букве, високом шумом букве и китњака (Querco-Fagetum typicum) и високом шумом букве и липе (Fagetum moesiacae montanum tilietosum), што га чини посебно вредним. Као појединачна стабла јављају се граб (Carpinus betulus), црни јасен (Fraxinus ornus), јавор, глог (Crataegus monogyna), јоргован, дрен (Cornus mas) и друге врсте дрвенасте врсте.